# Gara Câmpulung Moldovenesc
Gara Câmpulung Moldovenesc este o stație de cale ferată care deservește municipiul Câmpulung Moldovenesc, România.